# نظام (بلاغة)
النظام الكلام المنظوم وعند البلغاء عبارة عن دائرة الكلام وهي العبارة المؤلفة من عدة مقاطع مسلسلة.